# Шарпсбург (Ајова)
Шарпсбург (енгл. Sharpsburg) град је у америчкој савезној држави Ајова. По попису становништва из 2010. у њему је живело 89 становника.

## Демографија
Према попису становништва из 2010. у граду је живело 89 становника, што је -9 (-9.2%) становника више него 2000. године.
| Група             | 2000.      | 2010.      |
| Белци             | 93 (94,9%) | 83 (93,3%) |
| Афроамериканци    | 0 (0,0%)   | 0 (0,0%)   |
| Азијати           | 4 (4,1%)   | 0 (0,0%)   |
| Хиспаноамериканци | 0 (0,0%)   | 5 (5,6%)   |
| Укупно            | 98         | 89         |